# Улица Татьяны Макаровой
Улица Татья́ны Мака́ровой — улица в Восточном административном округе города Москвы на территории Косино-Ухтомского района.

## Происхождение названия
Названа в 2005 году в память о Герое Советского Союза Т. П. Макаровой (1920—1944).

## Описание
Улица проходит между улицами Дмитриевского и Руднёвка. На этой улице нумерация начинается от Дмитриевского.